# Kiley McKinnon
Pour les articles homonymes, voir McKinnon.
Kiley McKinnon, née le 1er septembre 1995, est une skieuse acrobatique américaine spécialisée dans le saut acrobatique. 

## Carrière
Active depuis 2011, elle obtient ses premiers résultats internationaux durant la saison 2014-2015 terminant à trois reprises sur le podium en  Coupe du monde puis décrochant la médaille d'argent aux Mondiaux à Kreischberg.

## Palmarès

### Championnats du monde
| Édition/Discipline | Saut acrobatique |
| Mondiaux 2013      | 14e              |
| Mondiaux 2015      | Argent           |

### Coupe du monde
- Meilleur classement général : 3e en 2015.
- 1 petit globe de cristal :
  - Vainqueur du classement sauts 2015.
- 8 podiums dont 1 victoire en saut acrobatique.